# 莫绍夫采
莫紹夫采是斯洛伐克圖列茨地區最大的村落，現屬日利納州圖爾錢斯凱特普利采區管轄。

## 歷史
該村歷史最早可追溯至1233年匈牙利國王安德烈二世的皇家文獻記載。最初由兩處聚落組成：名為Machyuch的定居點位於現今Starý Rad區域，另一處Terra Moys（意為"莫伊什之地"）則發展為現今村落核心，其名稱源自斯拉夫名字Mojš的縮寫。歷史上地名經歷多次演變，從Mossovych、Mosocz到18世紀定型的現稱。14世紀中期成為布拉特尼察城堡轄下的特權城鎮，1527年起由Révay家族統治近四百年。作為地區手工業中心，曾存在15個行業公會，其中製靴匠與毛皮匠公會延續最久。

## 建築遺產及景观
村內保留多處歷史建築：18世紀後期擴建的洛可可-古典主義宅邸附帶英式景觀園林；建於古代教堂遺址上的新哥德式天主教堂保存着早期宗教建築元素；1784年建造的路德宗教堂；由貴族陵墓改建的陳列傳統手工業工具的工藝博物館，以及1800年建成的玻璃花房。
村落地處大法特拉山北麓，周邊環繞歷史悠久的果園系統與人工林地。附近有Blatnická河谷的石灰岩地貌與Gaderská山谷的原始森林。

## 知名人物
斯洛伐克著名诗人揚·科拉爾（1793-1852）生於此村，此外巴洛克劇作家尤爾·特薩克·莫紹夫斯基（1547-1617）、作曲家弗里科·卡芬達（1883-1963）、作家安娜-佐拉·拉茨科娃（1899-1988）與文學史家什特凡·克爾奇梅里（1892-1955）和男子足球运动员亚历山大·霍瓦特（1938-2022）均在此成長。斯洛伐克現代消防制度先驅米洛斯拉夫·施密特（1881-1934）於19世紀末在此組建斯洛伐克首支志願消防隊。

## 对外联系
- 国际互联网 书籍 - Mošovce* （页面存档备份，存于）
- 资讯 - Mošovce（页面存档备份，存于）
- Drienok

## 画廊

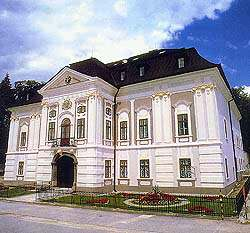
洛可可-古典宅邸
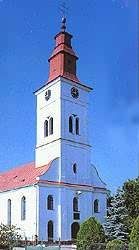
路德教会
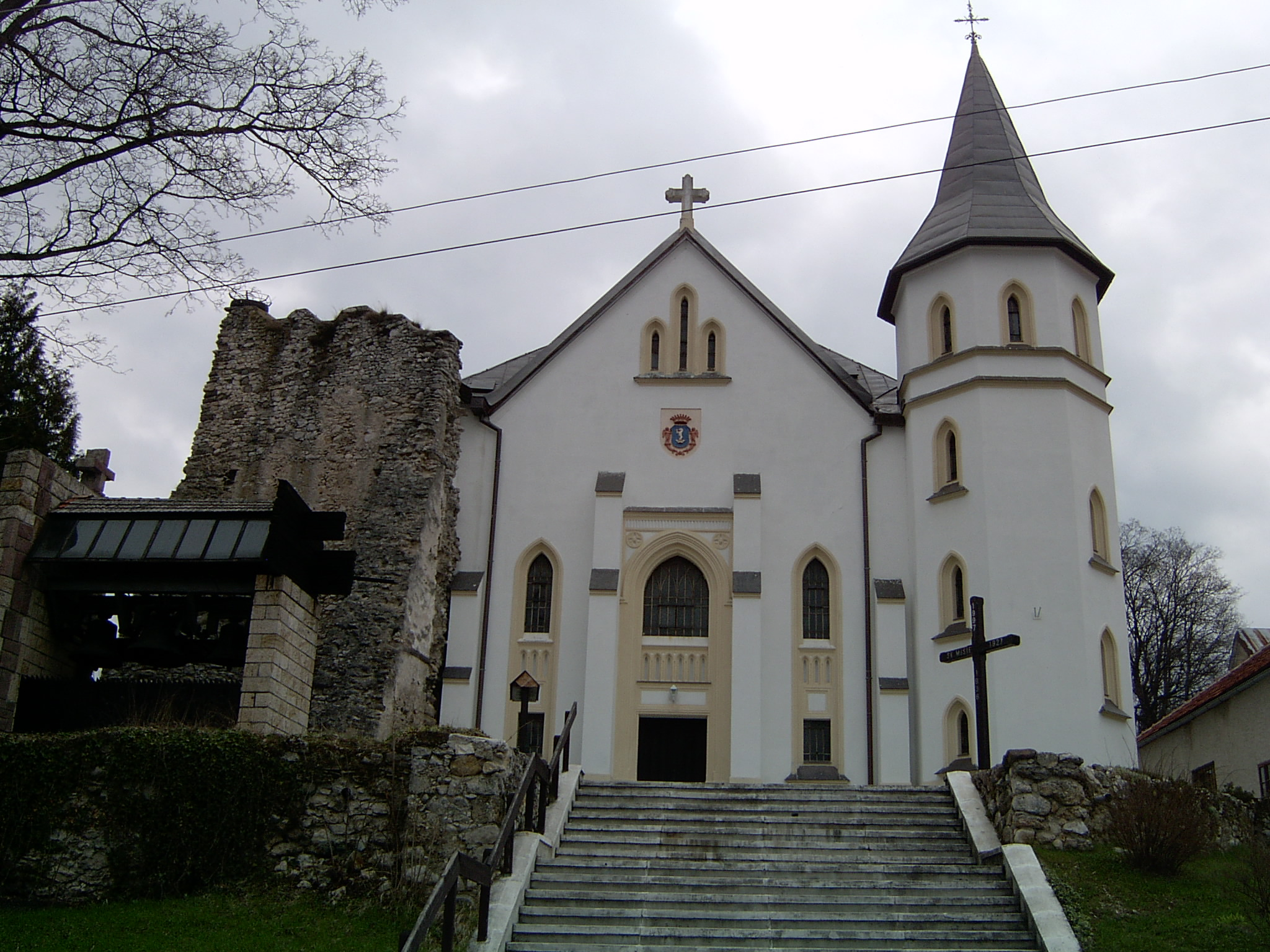
天主教
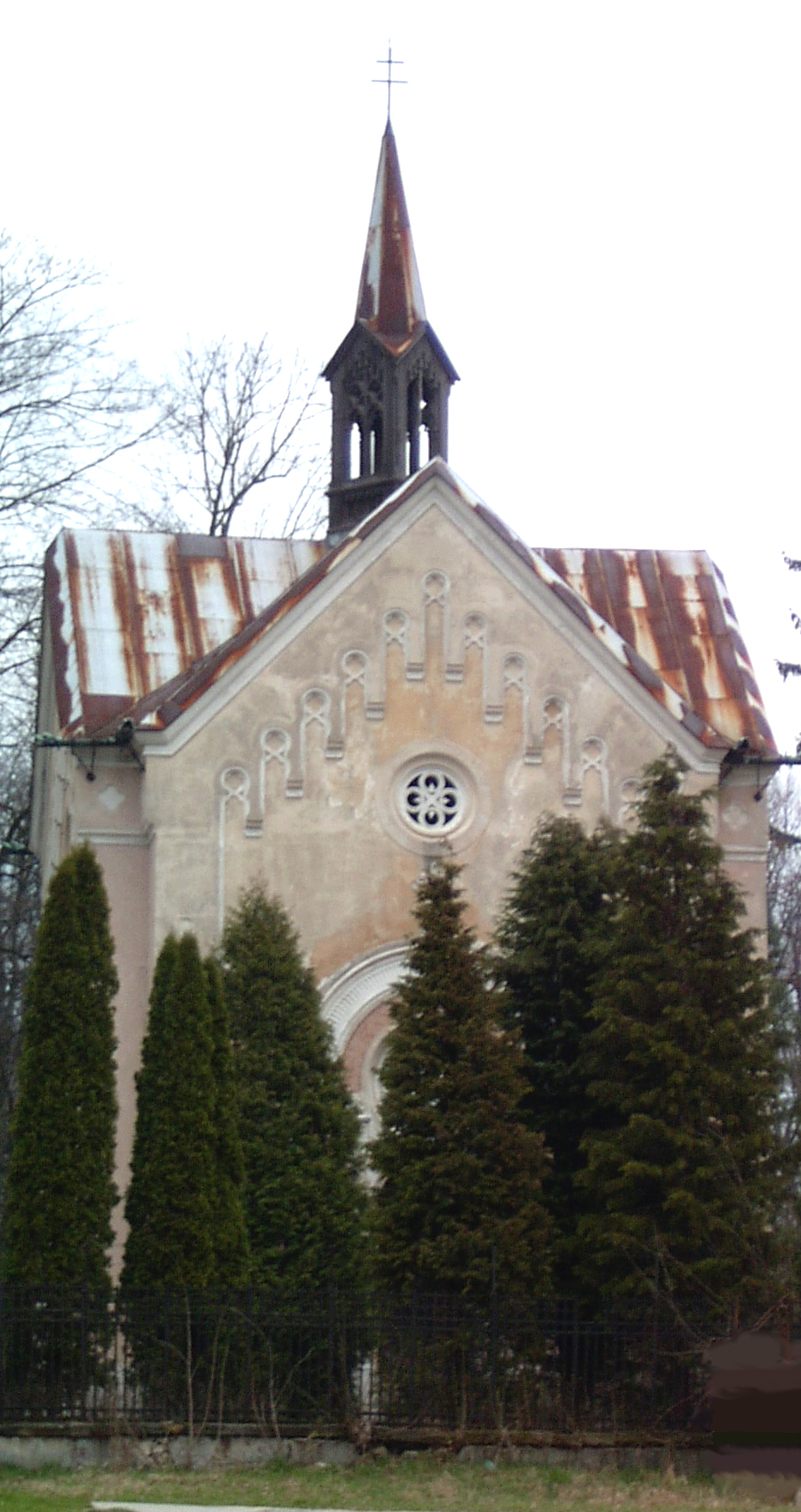
教堂、陵墓后的博物馆
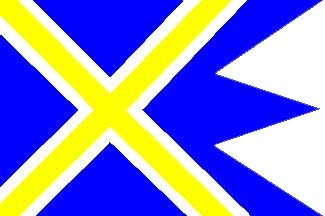
区旗
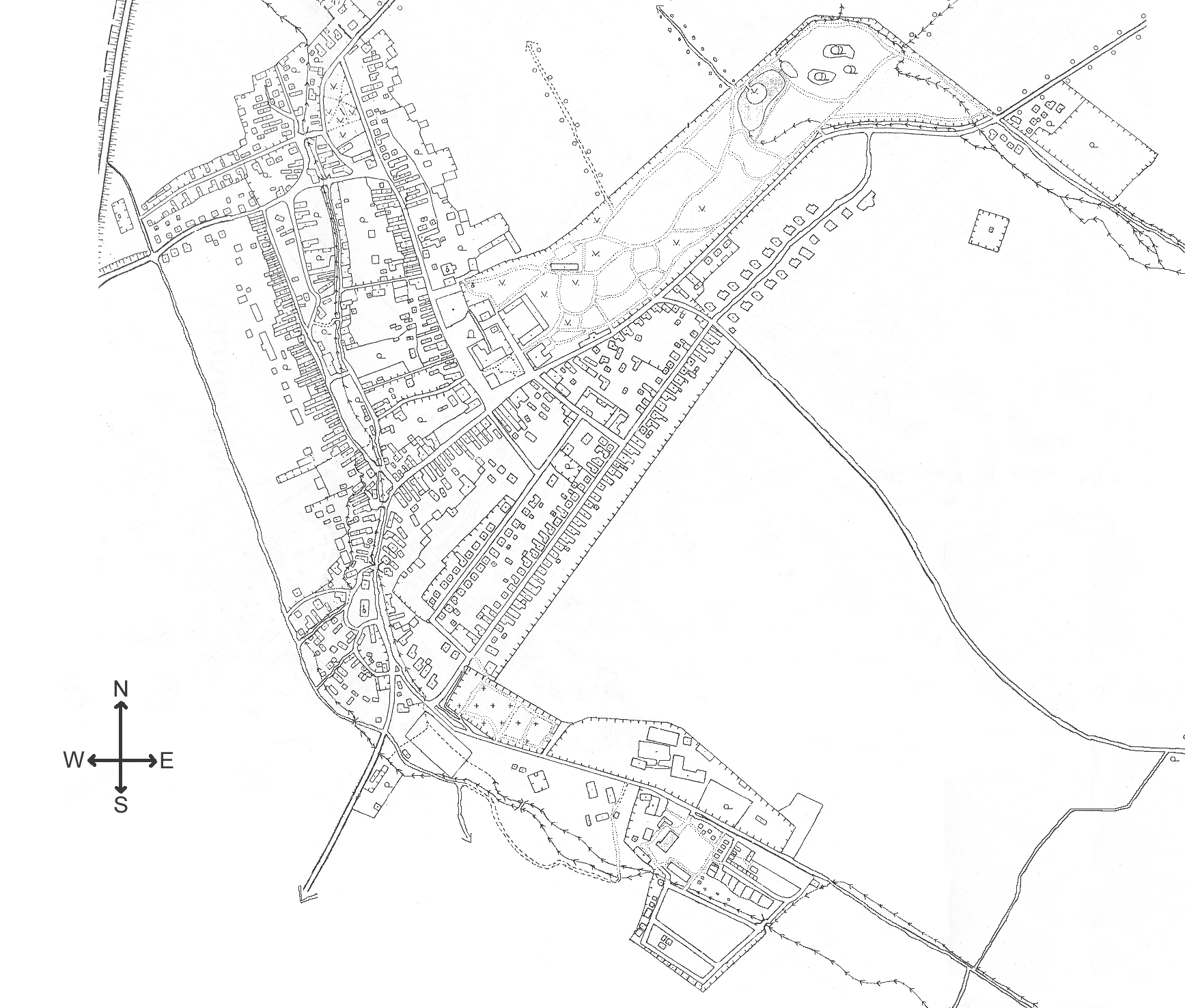
村庄地图